# Parallel Vienna
Die PARALLEL Vienna ist eine österreichische Messe für Zeitgenössische Kunst. Sie wurde 2013 ins Leben gerufen und findet jährlich in Wien statt.

## Geschichte
2013 gründeten Stefan Bidner, Daniel Haider und Max Lust die PARALLEL Vienna, um „parasitär“ an der damals größten Kunstmesse Österreichs, der VIENNA FAIR, anzudocken. Die Gründung resultierte aus dem Bestreben, auch jungen und weniger namhaften Künstlern die Möglichkeit zu bieten, sich angemessen prominent zu präsentieren, und somit auch die Auswahlkriterien der VIENNA FAIR infrage zu stellen.
Verzeichnete man 2013 im ehemaligen k.u.k. Telegrafenamt Wiens rund 5000 Besucher, waren es 2014, im ehemaligen Wiener Zollamt, bereits über 8000. 2015 schied Max Lust aus dem Team aus, wodurch sich die Option einer Neustrukturierung ergab. Diese wurde aufgrund der neuen Anforderungen an die Veranstaltung in Form einer GmbH wahrgenommen. Zusammen mit Kaveh Ahi gründeten Stefan Bidner und Daniel Haider 2015 die Parallel Art GmbH. Es folgte, diesmal in der Alten Post, eine Messe mit ca. 13.000 Besuchern und im folgenden Jahr, 2016, eine mit mehr als 15.000 Kunstinteressierten. 2017 besuchten rund 16.000 Menschen die Kunstmesse in der Schnirchgasse 9a, in den ehemaligen Räumlichkeiten der Sigmund-Freud-Privatuniversität in Wien. Die PARALLEL Vienna legte 2018 erneut an Größe zu und zog in die Lassallestraße 1 im 2. Wiener Gemeindebezirk. 2019 fand die Messe im benachbarten Gebäude, in der Lassallestraße 5 statt. 2020 wurde die Messe, trotz der Corona-Pandemie, mit strengen Sicherheitsmaßnahmen im ehemaligen Gewerbehaus, am Rudolf-Sallinger-Platz 1, im dritten Wiener Gemeindebezirk abgehalten.
PARALLEL VIENNA EDITIONS
2021 findet zum ersten Mal die PARALLEL VIENNA EDITIONS im Semperdepot statt. Die neue Messe legt den Fokus auf Editionen aller Art (Druckgrafik, Multiples, Künstlerbücher, Fotografie etc.). Das Ausstellungsdisplay gestaltete der österreichische Künstler Heimo Zobernig.